# Gale Bruno van Albada
Gale Bruno van Albada (Ámsterdam, 28 de marzo de 1911- Ámsterdam, 18 de diciembre de 1972) fue un astrónomo holandés, conocido por sus observaciones orbitales de estrellas binarias y por sus estudios de la evolución de grupos de galaxias.

## Biografía
Van Albada obtuvo en 1945 su doctorado en la Universidad de Ámsterdam dirigido por Anton Pannekoek, cuya ideología comunista compartía. Su hermano Piet van Albada había sido colaborador en la década de 1930 del activista Marinus van der Lubbe (autor del incendio del Reichstag de Berlín en 1933).
Van Albada fue director del Observatorio Bosscha en Java de mayo de 1949 a julio de 1958. El 1 de agosto de 1950 se casó con la astrónoma Elsa van Dien (1914-2007), que trabajaba en el mismo observatorio. La pareja tuvo tres hijos, uno de los cuales también sería astrónomo.
Debido a la situación política, la familia tuvo que salir de Java en julio de 1958.
En 1960, van Albada sucedió a Herman Zanstra como director del departamento de astronomía en la Universidad de Ámsterdam.
En 1951 resultó elegido miembro de la Real Academia de Artes y Ciencias de los Países Bajos, de la que dimitió en 1958.

## Eponimia
- El cráter lunar Van Albada lleva este nombre en su memoria.[4]
- El asteroide del cinturón principal (2019) van Albada también conmemora su nombre.[5]

## Lecturas relacionadas
- Anon. (1973). "Dutch Stellar Astronomer." Sky & Telescope 45, no. 3: 160.
- Oort, J. H. (1973). "In memoriam Prof. Dr G. van Albada, 28 March 1911–18 December 1972." Hemel en Dampkring 71: 47–48. ADS
- van Albada, G. B. (1958). "Photographic Measures of Double Stars from Plates Obtained with the 60 cm Refractor." Annals of the Bosscha Observatory Lembang 9, pt. 2. ADS
- (1962). "Distribution of Galaxies in Space." In Problems of Extra-galactic Research:I.A.U. Symposium No. 15,August 10–12,1961, edited by G. C. McVittie, pp. 411–428. New York: Macmillan.
- (1962). "Gravitational Evolution of Clusters of Galaxies, with Consideration of the Complete Velocity Distribution." Bulletin of the Astronomical Institutes of the Netherlands 16: 172–177. ADS
- (1963). "Simple Expressions for Observable Quantities in Some World Models." Bulletin of the Astronomical Institutes of the Netherlands 17: 127–131. ADS

- Datos: Q358226
- Multimedia: Gale Bruno van Albada (astronomer) / Q358226